# محمد تقي المامقاني
الميرزا محمد تقي بن محمد التبريزي المامقاني (1248 هـ - 1312 هـ). هو رجل دين شيعي إيراني (آذري) من أعلام المدرسة الشيخيَّة، ويلقب المامقاني بلقب حجة الإسلام، وللمامقاني تسلُّط على الأدب والشعر الفارسي ويتخلَّص في شعره بالنيِّر. وقد ترجم له محسن الأمين ترجمة مختصرة في أعيان الشيعة وسمَّاه المولى محمد المامقاني الشيخي، واكتفى بذكر تاريخ وفاته واسم مؤلَّفين من مؤلفاته.

## مؤلفاته
للمامقاني عدد من المؤلَّفات العربيَّة والفارسيَّة، ومنها:
| - صحيفة الأبرار في مناقب الأئمة الأطهار. أشهر مؤلَّفاته، وهو مقسم لقسمين؛ المناقب، والمعجزات، ومطبوع في خمس مجلَّدات. - مفاتيح الغيب. - اللآلي المنظومة. - كشف السبحات في تحقيق الصفات. - علم الساعة. - لمح البصر. | - نصرة الحق. - رسالة حول الألف باء. يجيب فيها على كتاب الميرزا يوسف خان مستشار الدولة إليه. - ديوان شعر. أورده الطهراني في الذريعة بعنوان ديوان نير تبريزي. - آتش كده تبريزي. مثنوي فارسي. - درخوشاب. مثنوي فارسي. - تفسير آية ما خلق الجن والإنس. |